# Vụ tấn công Quốc hội Brasil 2023
Vào ngày 8 tháng 1 năm 2023, sau chiến thắng của Luiz Inácio Lula da Silva trong cuộc tổng tuyển cử tháng 10 năm 2022 ở Brasil, những người ủng hộ tổng thống tiền nhiệm, Jair Bolsonaro, đã tấn công Tòa án Tối cao Brasil, Quốc hội Brasil, và Dinh Tổng thống Planalto ở quảng trường Praça dos Três Poderes ở Brasília, thủ đô của Brasil. Thượng nghị sĩ Veneziano Vital do Rêgo, chủ tịch lâm thời của Thượng viện Liên bang, đã xác nhận rằng những người bạo loạn đã đột nhập Hội trường Lục của Hạ viện và cố gắng xông vào Dinh Planalto. Lula không ở Brasília vào thời điểm xảy ra vụ tấn công, cũng như Bolsonaro—ông ở Orlando, Florida trước và sau vụ tấn công.
Vụ tấn công xảy ra một tuần sau lễ nhậm chức của Lula và sau nhiều tuần bất bình từ phía những người ủng hộ Bolsonaro. Hơn năm tiếng sau đó, vào khoảng 21 giờ, lực lượng an ninh Brasil đã đuổi hết những người bạo loạn ra khỏi cả ba tòa nhà. Vụ tấn công đã nhanh chóng bị các chính phủ trên khắp thế giới lên án. Vào lúc 18:00 BRT (UTC −03:00), Lula thông báo rằng ông đã ký một sắc lệnh cho phép ban bố tình trạng khẩn cấp liên bang tại Quận Liên bang cho đến hết tháng 1 năm 2023. Quốc hội không họp ở thời điểm đó, nhưng họ đã phê chuẩn sắc lệnh này vào ngày 10 tháng 1.

## Bối cảnh
Trong nhiệm kỳ làm tổng thống Brasil của Bolsonaro, các đồng minh của ông và những người ủng hộ ông đã đưa ra ý tưởng về một cuộc tấn công giống như cuộc bạo loạn tại Điện Capitol của Hoa Kỳ vào ngày 6 tháng 1 năm 2021 trong trường hợp Bolsonaro thua tái tranh cử. Nhiều vụ bạo lực chính trị nghiêm trọng, tàn bạo của cảnh sát, và đe dọa cử tri đã diễn ra sau cuộc tổng tuyển cử năm 2022, và những người ủng hộ Bolsonaro đã sử dụng mạng xã hội để lan truyền thông tin sai lệch cho rằng có gian lận bầu cử, tạo động lực cho người khác đi biểu tình.
Một số quân nhân dự bị muốn có một cuộc tổng đình công xe tải trước vòng bầu cử lần hai, bao gồm Đại tá Marcos Koury; vào ngày 16 tháng 10 năm 2022, ông đã đăng tải một video khuyến khích chặn đường bằng xe tải trước vòng bầu cử thứ hai. Video của Koury về cuộc đình công đã được chia sẻ trong một số nhóm ủng hộ Bolsonaro trên Telegram, và, vài ngày sau đó, chính các thành viên của những nhóm này bắt đầu ủng hộ nỗ lực chặn đường này sau cuộc bầu cử. Cũng đã có một số người kêu gọi đình công trên YouTube.
Cuộc biểu tình của những tài xế xe tải đã lắng xuống vào ngày 3 tháng 11 năm 2022, nhưng những người ủng hộ Bolsonaro bắt đầu tập trung ở khu vực lân cận các trụ sở của Lực lượng Vũ trang Brasil. Nhiều cuộc biểu tình nổ ra tại các cơ sở quân sự ở các thành phố như São Paulo, Rio de Janeiro, Brasília, Florianópolis, Recife, Salvador, cũng như các thành phố khác. Một số người ủng hộ Bolsonaro đã kêu gọi đảo chính quân sự.
Tòa án Bầu cử Thượng thẩm đã chính thức phê chuẩn chiến thắng bầu cử của Lula vào ngày 12 tháng 12 năm 2022. Những dân quân ủng hộ Bolsonaro thuộc cánh hữu cực đoan đã xông vào các trụ sở của Cảnh sát Liên bang ở Brasília và đốt cháy xe cộ trên đường phố sau khi một trong những người biểu tình bị bắt giữ vì kích động bạo lực nhằm ngăn cản không cho Lula tuyên thệ nhậm chức. Cảnh sát đã sử dụng lựu đạn gây choáng và hơi cay để giải tán những người biểu tình này. Một kế hoạch đánh bom gần Sân bay Quốc tế Brasília đã bị cảnh sát ngăn chặn vào ngày 23 tháng 12; nghi phạm bị bắt một ngày sau đó. Theo lời khai của anh, việc Bolsonaro đã đặt nghi vấn đối với tính toàn vẹn của quá trình bầu cử trong quá khứ đã tạo động lực cho anh. Các cuộc tấn công khác cũng được thực hiện bởi những người ủng hộ Bolsonaro trong thời kỳ đầu của nhiệm kỳ Lula.
Vào ngày 2 tháng 1 năm 2023, một cựu bộ trưởng của Bolsonaro, Anderson Torres, được bổ nhiệm làm giám đốc an ninh của Quận Liên bang. Torres rời Brasil vào đêm ngày 6 tháng 1 để đến Orlando, Florida, Hoa Kỳ, đến nơi vào ngày 7 tháng 1, chỉ vài giờ trước khi xảy ra vụ tấn công và một tuần sau khi Bolsonaro đến Orlando.

## Lên kế hoạch
Các bài báo đưa tin về kế hoạch bạo loạn đã lan truyền vào tuần đầu tiên của năm 2023, bao gồm một số đoạn ghi âm bị rò rỉ từ một số nhóm WhatsApp và Telegram. Các tài liệu thu thập được đã hé lộ ý định tổ chức các hành vi kích động bạo lực của một vài phần đám đông bằng cách lẩn tránh cảnh sát. Một số nhóm khắp Brasil đã tổ chức đi lại bằng xe buýt đến Brasília để tham gia biểu tình.
Các trang mạng xã hội như Twitter, Facebook, và Instagram đã không kiểm duyệt những tuyên bố sai lệch về cuộc bầu cử; điều này đồng nghĩa với việc những người sử dụng các trang mạng này để tìm thông tin về cuộc bầu cử đã gặp phải những thông tin sai lệch này.

## Diễn biến
Vào sáng ngày 7 tháng 1, hơn một trăm xe buýt từ mọi miền của Brasil đã đến Brasília, chở những người ủng hộ Bolsonaro. Họ tham gia cùng 200 người đã cắm trại trước Trụ sở Quân đội, nâng tổng số người biểu tình lên hơn 4.000 người. Vào chiều ngày 8 tháng 1, những người biểu tình đã tuần hành từ Trụ sở Quân đội, nơi mà một số người trong số họ đã cắm trại trong nhiều tuần để biểu tình và yêu cầu một cuộc đảo chính quân sự. Chính phủ của Lula đã cố gắng giải tán những người biểu tình này nhưng thất bại; họ sau đó đã ra lệnh tăng cường an ninh. Bộ trưởng Bộ Tư Pháp trước đó cũng đã nói lại rằng các trại biểu tình này sẽ bị dỡ bỏ. Những người biểu tình đã vượt qua rào cản cảnh sát gần tòa nhà quốc hội và đụng độ với cảnh sát bằng gậy gộc; cảnh sát sau đó đã bắn hơi cay và xịt tiêu cay vào họ. Dù vậy, một số thành viên của cảnh sát quân sự đã không chống cự lại những người tấn công. Những người biểu tình sau đó đã cố gắng tiến vào Dinh Planalto, trụ sở của nhánh hành pháp, và Tòa án Liên bang Tối cao.

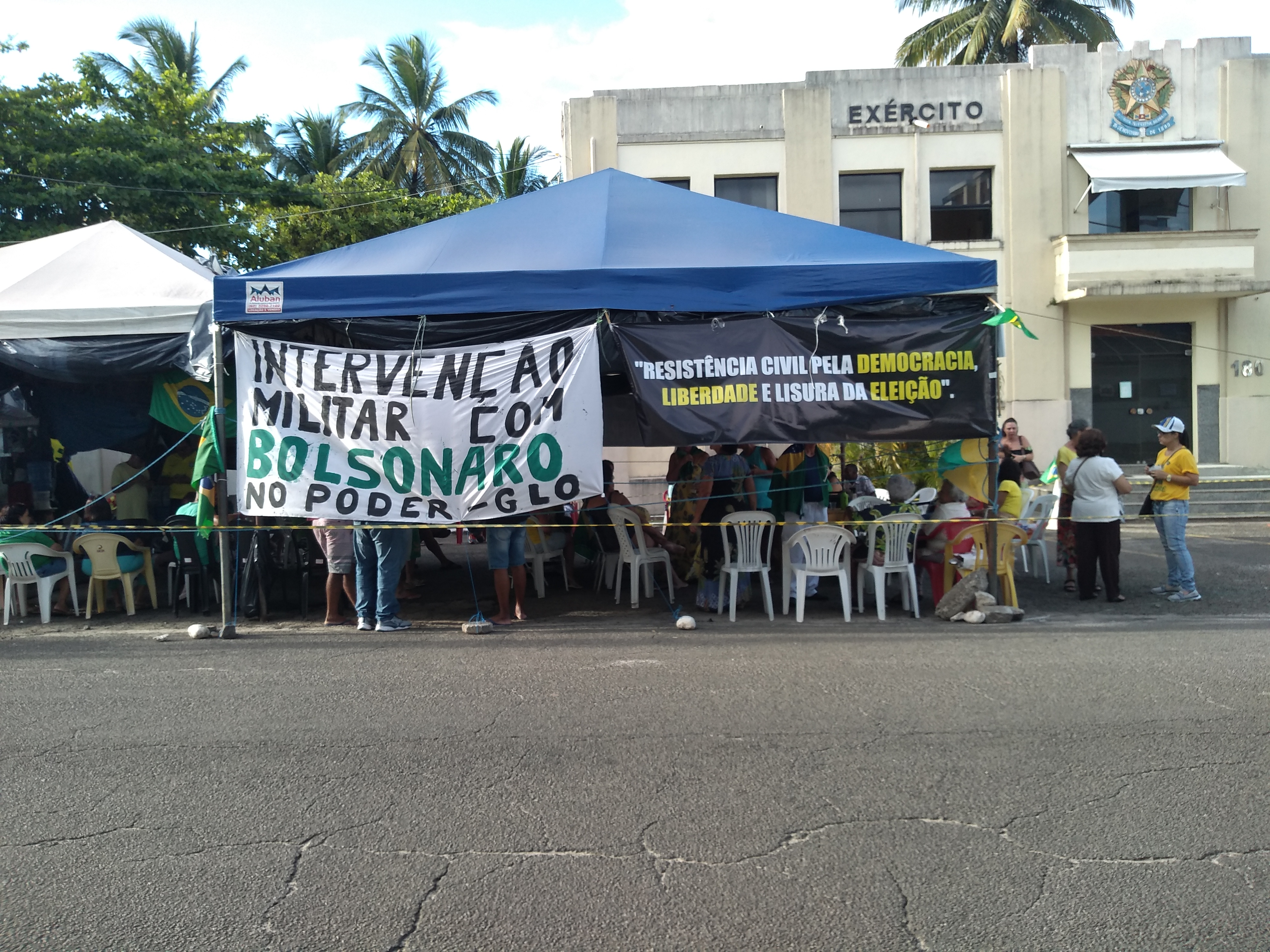
Một trại biểu tình trước doanh trại Quân đội Brasil ở Ilhéus, Bahia.

Thượng nghị sĩ Veneziano do Rêgo xác nhận với CNN Brazil rằng những người biểu tình đã xâm chiếm được tòa nhà Quốc hội. Theo ông, họ đã lên được nóc nhà, nơi mà Thượng viện Liên bang và Hạ viện toạ lạc, và Hội trường Xanh Lục của Hạ viện. Những người biểu tình đã cố gắng căng một biểu ngữ màu xanh lá cây và màu vàng trên tòa nhà. Cũng có thể thấy một số người biểu tình trong đám đông phất lá cờ của Đế quốc Brasil. Những người biểu tình sau đó đã leo lên phần bậc thang của tòa nhà Quốc hội và lên đến tòa nhà Tòa án Liên bang Tối cao và Dinh Tổng thống Palácio do Planalto; ở đó, trong khi đang cố gắng chiếm các tòa nhà, họ đã phá hoại đồ đạc và tấn công cảnh sát. Đáp lại, Quân đội Brasil đã sử dụng hai chiếc trực thăng để cố gắng giải tán đám đông nhưng bất thành. Một chiếc xe của Lực lượng Quốc gia được đưa tin là đã rơi xuống hồ phản chiếu của khu vực Quốc hội trong cuộc đụng độ.
Các nhà báo cũng đã bị tấn công trong các cuộc biểu tình. Nhiếp ảnh gia Pedro Ladeira của Folha de São Paulo đã bị một số người bạo loạn tấn công và cướp bóc. Một nhà báo cho Metrópoles cũng bị tấn công trong vụ xông vào toà nhà. Các nhà báo và nhiếp ảnh gia từ BandNews, O Tempo, AFP, và Reuters cũng đã bị tấn công. Một số bị đẩy ngã xuống đất và thiết bị của họ bị đánh cắp hoặc làm hư.
Thống đốc của Quận Liên bang, Ibaneis Rocha, nhấn mạnh rằng ông "đang thực hiện mọi biện pháp để ngăn chặn cuộc bạo động phản dân chủ ở Esplanada dos Ministérios"; ngoài ra, ông cũng đã cách chức Bộ trưởng An ninh của Quận Liên bang, Anderson Torres. Tương tự, văn phòng tổng luật sư thông báo rằng họ đã đệ đơn yêu cầu bắt giữ Torres.
Vào lúc 18:00 BRT (UTC −03:00), Lula thông báo rằng ông đã ký một sắc lệnh cho phép chính phủ liên bang can thiệp vào tình hình ở Brasília để bảo toàn an ninh công cộng cho đến ngày 31 tháng 1. Lula đã áp dụng Điều 34, Tiêu Đề phụ III của Hiến pháp Liên bang, trong đó trao quyền cho chính phủ chấm dứt tình trạng vi phạm trật tự công cộng nghiêm trọng. Đây là lần thứ ba Điều 34 của Hiến pháp Liên bang năm 1988 được áp dụng, trước đó đã được áp dụng ở Rio de Janeiro và Roraima dưới thời Chính phủ Temer. Ricardo Garcia Cappelli, thư ký điều hành của Bộ Tư Pháp và Công An, đã được chỉ định là người đứng đầu kế hoạch can thiệp này. Sự can thiệp này làm cho Thống đốc Quận Liên bang Ibaneis Rocha mất quyền giám sát an ninh trong quận, và sẽ kéo dài đến ngày 31 tháng 1. Vài giờ sau khi những người biểu tình xông vào toà nhà, Cảnh sát Quân sự của Quận Liên bang (PMDF) báo cáo rằng họ đã bắt đầu dẹp sạch những người bạo loạn ra khỏi các tòa nhà.
Đến 19:00 BRT, hơn 150 người đã bị lực lượng an ninh bắt giữ, ít nhất 30 người trong số họ in flagrante delicto (đã phạm tội trắng trợn) tại Thượng viện Liên bang. Bộ trưởng Bộ Tư pháp, Flávio Dino, sau đó đã thông báo trong một cuộc họp báo rằng khoảng 200 người đã bị bắt in flagrante delicto, và vẫn đang thực hiện các vụ bắt giữ mới; theo Dino, một vài xe buýt đi đến Brasília, cũng như các nhà tài trợ cho những chuyến xe này, đã được điều tra và xác định. Thống đốc Quận Liên bang Ibaneis Rocha, trong một bài đăng trên mạng xã hội, tuyên bố rằng hơn 400 người đã bị bắt.
Vài giờ sau khi cuộc tấn công bắt đầu, Cảnh sát Quân sự Quận Liên bang thông báo rằng họ đã bắt đầu dẹp sạch các tòa nhà. Lực lượng an ninh đã cố gắng chiếm lại Quốc hội vào buổi tối sau khi tiến hành một chiến dịch an ninh trong đó họ sử dụng hơi cay và dùi cui. Đến 17:00 BRT, lực lượng an ninh đã giành lại quyền kiểm soát tòa nhà Tòa án Tối cao, mặc dù một số người bạo loạn vẫn cố thủ trong garage đỗ xe của tòa nhà. Quân đội Brasil đến nơi bằng xe tải quân sự vào cuối buổi chiều và đã phục kích những người đột nhập vào dinh tổng thống qua cửa sau. Những người bạo loạn rời tòa nhà lúc 18:30 BRT, một số người bị cảnh sát áp giải ra ngoài. Bộ trưởng Tư pháp Flávio Dino thông báo lúc 21:00 BRT rằng cả ba tòa nhà đã được dẹp sạch.
Vào thời điểm xảy ra bạo loạn, cả Lula da Silva và Bolsonaro đều không ở Brasília; Lula ở Araraquara, São Paulo, trong khi Bolsonaro ở Orlando, Florida, Hoa Kỳ.
Trong cuộc tấn công, nhiều người đã tham gia vào hành vi phá hoại; một số tác phẩm nghệ thuật như tranh vẽ, bàn, ghế, v.v., đã bị hư hại hoặc bị trộm đi trong cuộc tấn công, bao gồm cả những tác phẩm nổi tiếng như quốc huy của nền cộng hòa này và bản sao của bản hiến pháp gốc năm 1988. Vũ khí, đạn dược, và tài liệu từ Nội các An ninh Thể chế cũng bị những người biểu tình đánh cắp. Trong một cuộc phỏng vấn với CNN Brazil, Thượng nghị sĩ Randolfe Rodrigues cho biết họ đã tìm thấy năm quả lựu đạn bị bỏ lại trong những cuộc xâm chiếm, ba quả trong số đó bị bỏ lại ở Tòa án Liên bang Tối cao và hai quả tại Quốc hội.

## Hệ quả

### Thiệt hại và trộm cắp

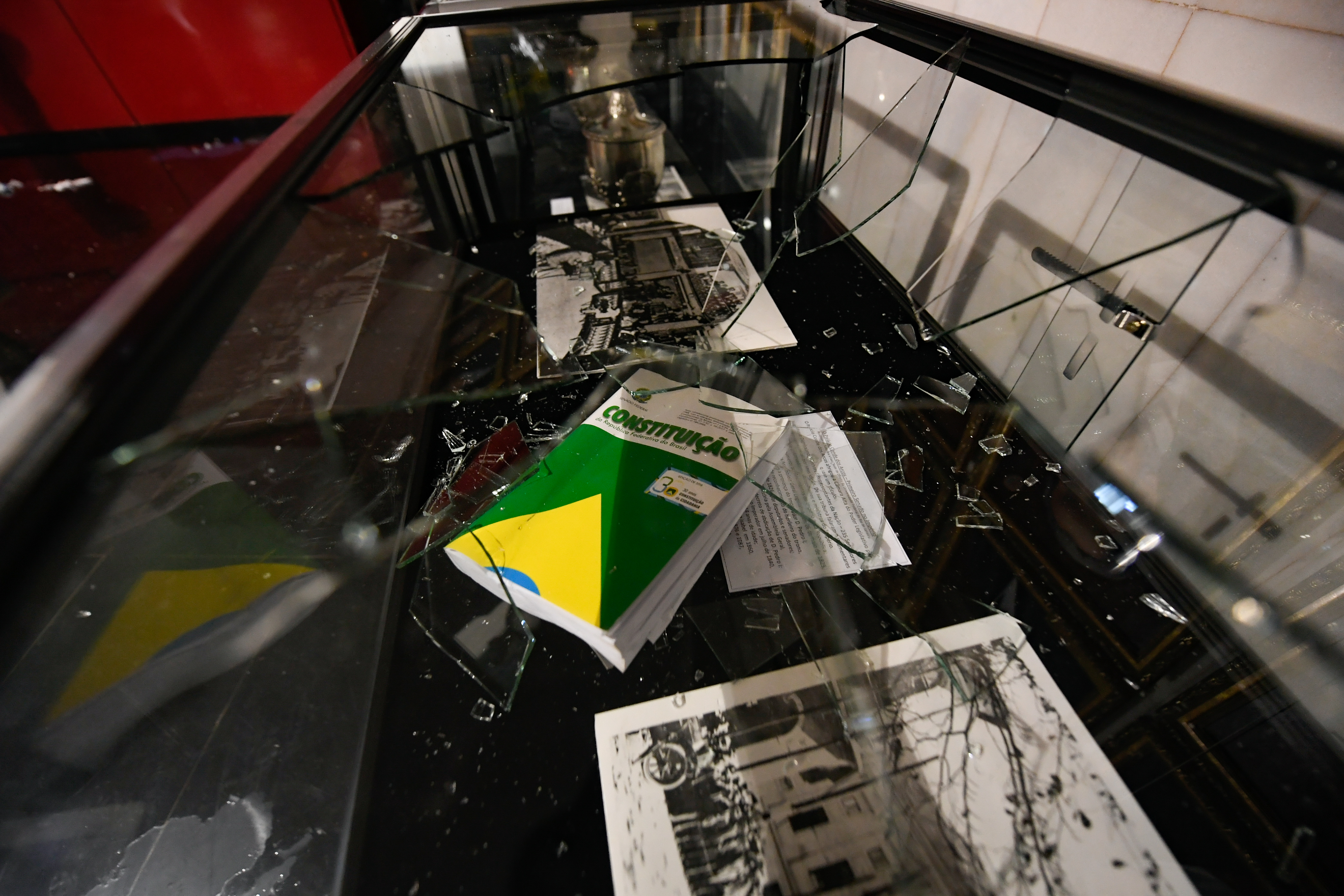
Tủ trưng bày hiện vật lịch sử trong Quốc hội

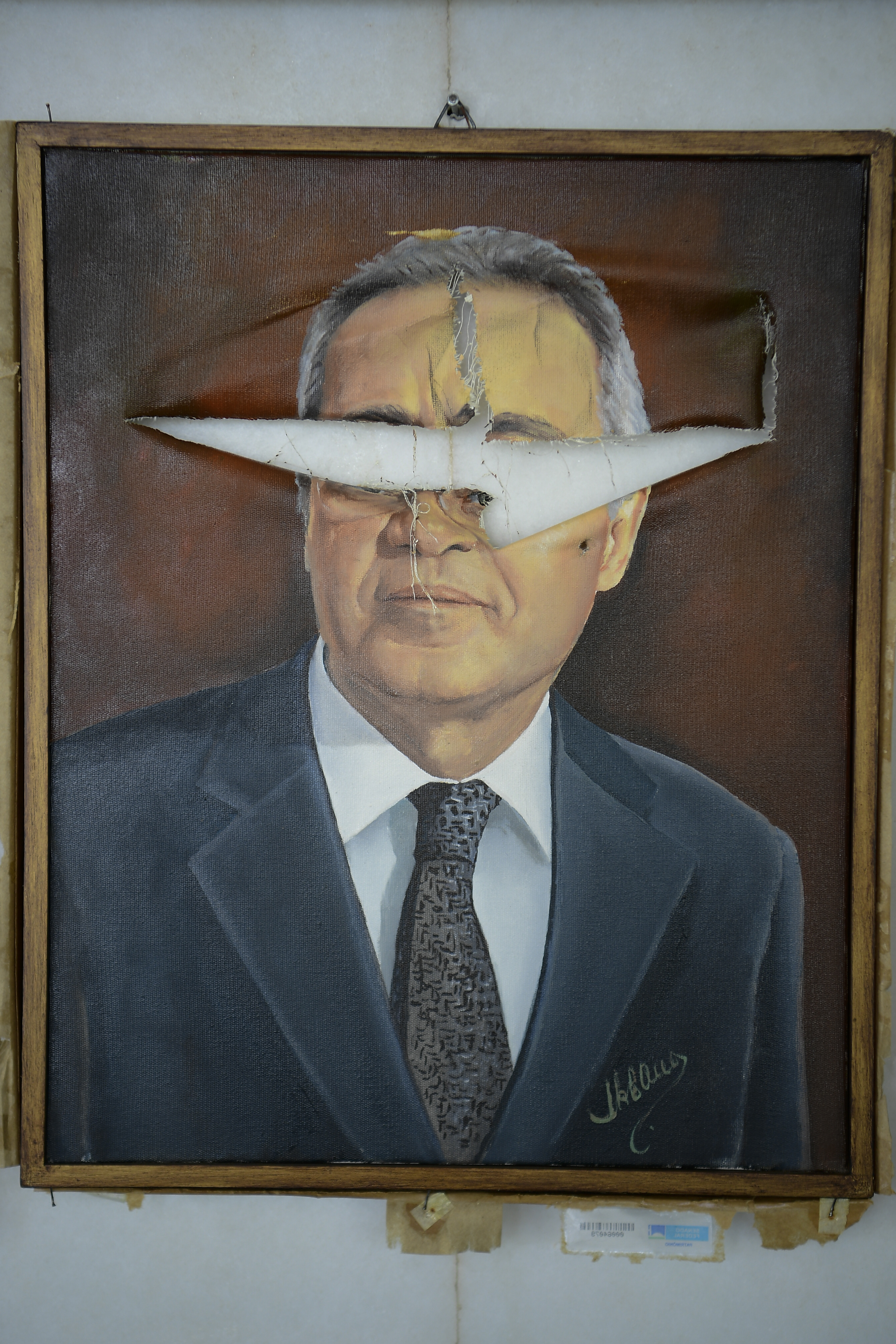
Bức chân dung từ khu trưng bày ảnh của những cựu tổng thống Thượng viện, trong Hội trường Chính của viện này

Chân dung của những cựu tổng thống bị phá huỷ trong cuộc xâm chiếm

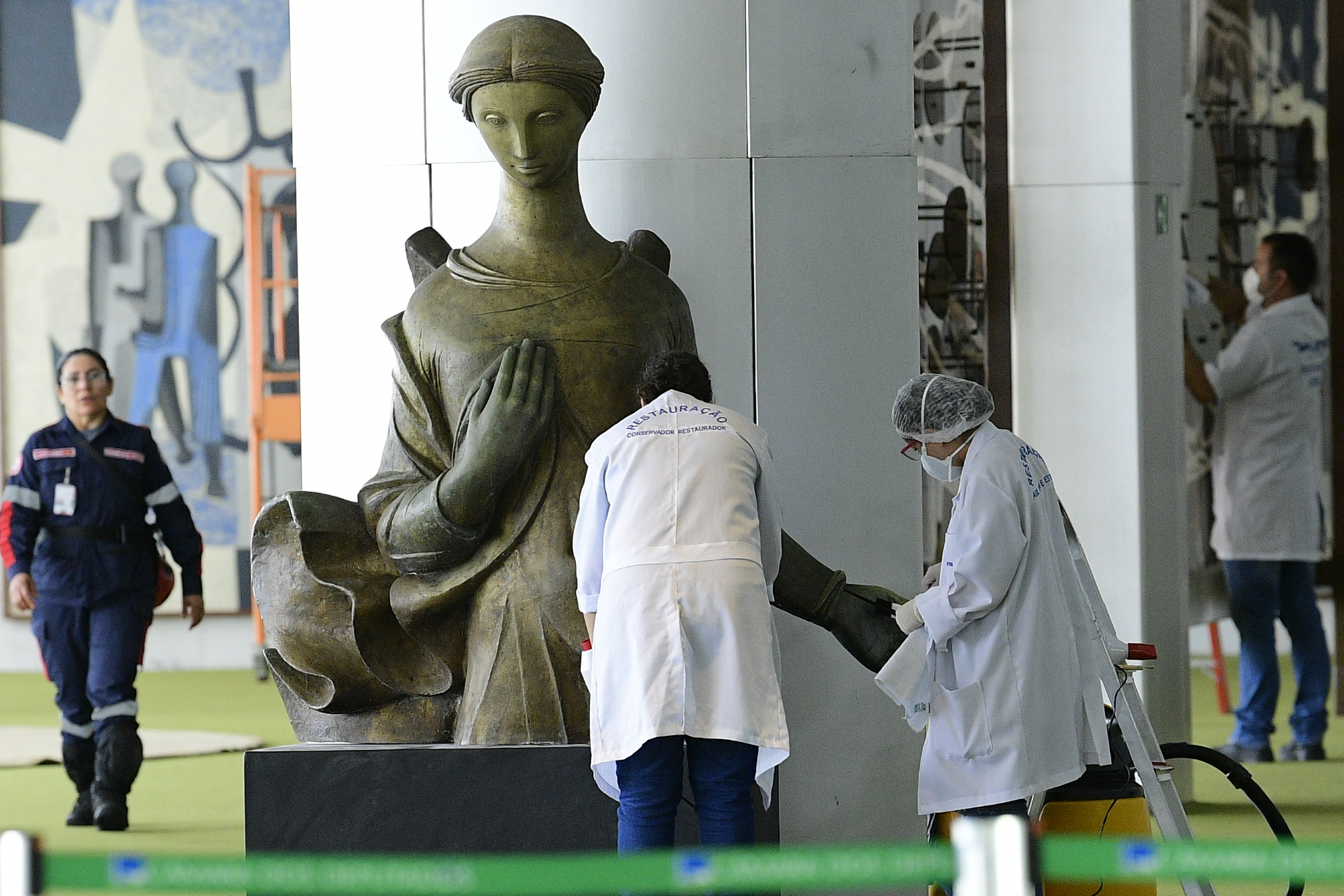
Một nhóm kỹ sư bắt đầu công cuộc phục hồi tượng Angel của tác giả Alfredo Ceschiatti. Ở phía đằng sau là tấm Araguaia, của tác giả Marianne Peretti, cũng đang được sửa chữa

Một số khu vực quan trọng trong ba tòa nhà bị xông vào đã bị phá hoại và cướp bóc trên diện rộng, bao gồm Hội trường Cao thượng (Salões Nobres), Phòng họp toàn thể của Tòa án Tối cao Liên bang, Hội trường Xanh lục, Xanh lam và Đen, sảnh chính của Quốc hội, và Văn phòng của Đệ Nhất Phu Nhân tại Dinh Planalto. Nhiều không gian khác như hành lang, cửa sổ, phòng ở, và văn phòng cũng bị phá hoại; một lượng lớn đồ đạc, thiết bị, và các đồ vật khác đã bị hư hại. Một số chỗ đã bị phá hoại hoàn toàn. Theo một quan chức, những người xâm chiếm toà nhà đã phá hủy các vòi chữa cháy, nhằm ngăn chặn những nỗ lực chữa cháy trong cuộc xông vào toà nhà.
Ngoài thiệt hại về kiến trúc, một số tác phẩm nghệ thuật, chủ yếu là tranh vẽ, bình hoa, và các hiện vật lịch sử (chẳng hạn như ghế, đồng hồ, thảm, và bàn) cũng đã bị hư hại, bị đánh cắp, hoặc bị phá hủy trong cuộc tấn công. Các thiết bị điện tử—bao gồm máy tính xách tay, máy tính, máy in, và tivi—cũng đã bị người biểu tình làm hỏng hoặc đánh cắp; bản sao của cuốn sách hiến pháp năm 1988 ban đầu bị một người biểu tình đánh cắp, nhưng sau đó được tìm thấy giữa đống đổ nát trong tòa nhà của Tòa án Liên bang Tối cao. Các văn phòng của Đảng Công nhân và Dân chủ Xã hội Brasil trong tòa nhà Quốc hội cũng bị đám đông xâm chiếm và phá hoại.

## Phản ứng
Sự kiện này đã được các nhà báo so sánh với cuộc tấn công vào Điện Capitol ở Hoa Kỳ vào ngày 6 tháng 1 năm 2021; và dường như cuộc bạo loạn ở Brasil lấy cảm hứng từ cuộc bạo loạn này. Một số tờ báo, bao gồm O Globo, Veja, và Folha de S.Paulo, mô tả những gì đã xảy ra như một cuộc tấn công khủng bố. O Estado de S. Paulo và El Mundo đã mô tả sự kiện này như một nỗ lực đảo chính.

### Trong nước

#### Chính phủ
Tổng thống Luiz Inácio Lula da Silva đã lên án những người biểu tình là "những kẻ phát xít" trong một dòng tweet và gọi hành động của họ là "chủ nghĩa man rợ". Ông nói rằng "tôi có thể nói rằng, có sự bất tài, ý đồ xấu, [và] sự giả dối từ phía những người có trách nhiệm giữ gìn an ninh công cộng ở Quận Liên bang". Bộ trưởng Bộ Kế hoạch và Ngân sách Simone Tebet kêu gọi "những hình phạt để làm gương" dành cho những người biểu tình trên Twitter. Bà nói thêm rằng "Hiến pháp Liên bang ủng hộ các Bộ trưởng Bộ Tư pháp và Quốc phòng của chúng ta trong việc quả quyết sử dụng tất cả các biện pháp hợp pháp để bảo vệ trật tự, xã hội và dân chủ". Lula đã trở lại Brasília sau khi các tòa nhà được dẹp sạch và đến thăm Tòa án Tối cao và dinh tổng thống.
Chủ tịch Hạ viện Arthur Lira đã lên án các vụ tấn công và kêu gọi trừng phạt những người liên quan. Phó Chủ tịch Hạ viện, Luciano Bivar (Đảng UNIÃO), tuyên bố rằng sẽ tăng cường Cảnh sát Quân sự, và lực lượng dự phòng mới sẽ được cử đến Quốc hội và Dinh Planalto.
Bộ trưởng Bộ Tư pháp Flávio Dino, Chủ tịch Thượng viện Liên bang Rodrigo Pacheco và Phó Chủ tịch Geraldo Alckmin cũng đã chỉ trích cuộc tấn công trên mạng xã hội.
Các tòa án thượng thẩm của Brasil đã công bố một tuyên cáo chung để lên án các vụ tấn công ngày 8 tháng 1:
Tòa án Liên bang Tối cao, Tòa án Bầu cử Thượng thẩm, Tòa án Công lý Thượng thẩm, Tòa án Lao động Thượng thẩm và Toà án Quân sự Thượng thẩm đến trước công chúng để bày tỏ sự phẫn nộ trước những sự kiện nghiêm trọng diễn ra vào Chủ nhật tuần này, ngày 8 tháng 1, với những hành vi bạo lực chống lại tam quyền của nền Cộng hòa và phá hoại tài sản công cộng. Dù bày tỏ sự đồng lòng với các cơ quan quyền lực được thành lập hợp hiến và là mục tiêu của cuộc xâm chiếm phi lý này, họ nhắc lại cam kết với Quốc gia Brasil rằng nền Tư pháp sẽ giữ vững vai trò đảm bảo các quyền căn bản và Nhà nước Pháp quyền Dân chủ, đảm bảo sự pháp quyền và truy cứu trách nhiệm đầy đủ từ những người vi phạm nó.

Sau khi giành lại kiểm soát các tòa nhà liên bang, Thẩm phán Alexandre de Moraes của Tòa án Tối cao đã cách chức Thống đốc Quận Liên bang Ibaneis Rocha trong 90 ngày do vì bị cáo buộc đã thiếu sót trong việc chuẩn bị lực lượng an ninh. Ông cũng đã ra lệnh dọn dẹp các trại mà những người biểu tình dựng lên bên ngoài các căn cứ quân sự trong vòng 24 giờ, dẹp sạch tất cả các con đường và tòa nhà mà họ đã chiếm giữ và xông vào, đồng thời gỡ bỏ tất cả các bài đăng "phản dân chủ" của những người ủng hộ Bolsonaro khỏi Facebook, Twitter, và TikTok.
Cảnh sát cũng đã bắt đầu dọn dẹp các trại biểu tình gần quân đội được dựng lên trên khắp đất nước vào ngày 9 tháng 1. Bộ đội được cảnh sát hỗ trợ đã dỡ bỏ một trại bên ngoài trụ sở quân đội ở Brasília, được sử dụng làm căn cứ của những người tấn công Praça dos Três Poderes, và đã bắt giữ khoảng 1.500 người.

#### Đảng và chính khách
Chủ tịch Quốc gia của Đảng Công nhân Gleisi Hoffmann nói rằng "chính phủ DF (của Ibaneis Rocha) đã vô trách nhiệm trước cuộc xâm chiếm Brasília và Quốc hội."
Người đứng đầu Đảng Tự do Valdemar Costa Neto nói: "Hôm nay là một ngày buồn đối với đất nước Brasil. Chúng tôi không thể đồng ý với việc cướp bóc Quốc hội. Tất cả các cuộc biểu tình có trật tự là hợp pháp. Bất ổn chưa bao giờ là một phần của nguyên tắc của đất nước chúng ta. Tôi muốn nói với các bạn rằng chúng tôi kịch liệt phản đối kiểu thái độ này và hãy để luật pháp được thực thi, củng cố nền dân chủ của chúng ta" nhưng cũng phủ nhận rằng những người biểu tình có liên hệ với hoặc đại diện cho Bolsonaro.
Bản thân Bolsonaro cũng đã lên án những người biểu tình trong một dòng tweet và từ chối chịu trách nhiệm. Những người ủng hộ Bolsonaro, như Thượng nghị sĩ Carlos Portinho, đã lên án các hành vi bạo lực. Tuy nhiên, Portinho đã đổ lỗi cho những "siêu năng lực" pháp lý của Thẩm phán Tòa án Liên bang Tối cao Alexandre de Moraes đã gây ra các cuộc biểu tình quá khích, đồng thời kêu gọi loại bỏ chúng để "xoa dịu" những người biểu tình. Một người ủng hộ Bolsonaro khác, cựu thẩm phán liên bang và Thượng nghị sĩ của Paraná, Sergio Moro (Đảng UNIÃO) nói rằng "Chính phủ mới của Lula mở đầu với việc quan tâm đến việc đàn áp biểu tình và ý kiến bất đồng hơn là trình bày kết quả. Sự phân bổ chính trị không giới hạn của các bộ và công ty nhà nước đã quay trở lại. Tất cả đều ủng hộ một cuộc "tái thiết" bí ẩn mà không có bất kỳ phương hướng nào. Đây không phải là một khởi đầu tốt đâu." Flávio Bolsonaro, một thượng nghị sĩ và là con trai cả của cựu Tổng thống, phủ nhận mọi mối quan hệ giữa những người biểu tình và cha của anh trong các tin nhắn WhatsApp bị rò rỉ. Những người khác, chẳng hạn như Thứ trưởng Liên bang Gustavo Gayer (Đảng PL), Thống đốc São Paulo Tarcísio de Freitas (Đảng Cộng hoà), Thống đốc Paraná Ratinho Júnior (Đảng PSD), Thống đốc Rio de Janeiro Cláudio Castro (Đảng PL), Thống đốc Minas Gerais Romeu Zema (Đảng NOVO), Chủ tịch Quốc gia của Đảng Cộng hòa Marcos Pereira và Thượng nghị sĩ Hamilton Mourão (Đảng Cộng hoà) đã lên án các hành vi phá hoại, nhưng phần lớn các đảng và chính trị gia ủng hộ Bolsonaro vẫn giữ im lặng.
Thượng nghị sĩ Soraya Thronicke (Đảng UNIÃO) thông báo rằng các cố vấn của bà đã đệ đơn yêu cầu mở uỷ ban điều tra nghị viện đối với các cuộc biểu tình.
Thượng nghị sĩ Randolfe Rodrigues (Đảng REDE), Thượng nghị sĩ Jean Paul Prates (Đảng PT), Thống đốc Rio Grande do Sul Eduardo Leite (Đảng PSDB), Thống đốc Pará Helder Barbalho (Đảng MDB), cựu thống đốc Amapá Waldez Góes (Đảng PDT), Chủ tịch Quốc gia của Đảng Dân chủ Xã hội Gilberto Kassab, cũng như các đại biểu Liên bang Marcelo Freixo (Đảng PT), José Guimarães (Đảng PT) và André Janones (Đảng AVANTE) đã lên án các vụ tấn công; một số người coi chúng là khủng bố trong nước. Cựu ứng cử viên tổng thống Ciro Gomes (Đảng PDT) đã mô tả các hành vi này là một trong những "tội ác lớn nhất trong lịch sử của nền Cộng hòa" và khuyến khích phạt "nghiêm khắc tối đa theo luật pháp" đối với những người có tội.

### Quốc tế
Vụ tấn công đã bị các chính phủ quốc tế và các tổ chức quốc tế lên án rộng rãi, đặc biệt là ở Châu Mỹ Latinh.

#### Châu Mỹ
Tổng thư ký Tổ chức các Quốc gia châu Mỹ Luis Almagro tuyên bố, "Chúng tôi lên án vụ tấn công vào các thiết chế (tổ chức) ở Brasília; đây là một hành động đáng trách và là một cuộc tấn công trực tiếp vào chống lại dân chủ. Những hành động này không thể được tha thứ và mang bản chất là phát xít."
Đại sứ quán Hoa Kỳ tại Brasil gọi các cuộc biểu tình là phản dân chủ và cảnh báo công dân của mình tránh khu vực bạo loạn. Tổng thống Joe Biden mô tả tình hình là "quá tồi tệ" (outrageous). Ngoại trưởng Hoa Kỳ Antony Blinken đã lên án những lời kêu gọi đảo chính trên Twitter, viết rằng "Chúng tôi lên án các cuộc tấn công vào Ghế Tổng thống, Quốc hội, và Tòa án Tối cao Brasil ngày hôm nay. Dùng bạo lực để tấn công các thiết chế dân chủ luôn là điều không thể chấp nhận được. Chúng tôi cùng với [Lula da Silva] kêu gọi chấm dứt ngay những hành động này". Cố vấn An ninh Quốc gia Hoa Kỳ Jake Sullivan cũng đã lên án vụ tấn công và nói rằng Nhà Trắng đang theo dõi sát sao tình hình. Nhiều nhà quan sát người Mỹ cũng đã so sánh cuộc tấn công với âm mưu nổi dậy tại thủ đô của Mỹ hai năm trước đó. Joaquin Castro, thành viên Đảng Dân chủ của Hạ viện Hoa Kỳ, đã kêu gọi chính phủ Hoa Kỳ trục xuất Bolsonaro, người đã trú ẩn ở Orlando, Florida trong những ngày trước và sau khi Lula tuyên thệ nhậm chức, về Brasil vì đã truyền cảm hứng cho những cuộc bạo loạn này.
Các nguyên thủ quốc gia Mỹ Latinh đã lên án bạo lực, chẳng hạn như Tổng thống Gustavo Petro của Colombia, người đã kêu gọi một cuộc họp khẩn cấp của Tổ chức các Quốc gia Châu Mỹ khi đối mặt với điều mà ông coi là một âm mưu "đảo chính" của chủ nghĩa phát xít, hay Tổng thống Gabriel Boric của Chile, người đã lên án cuộc bạo loạn là một "cuộc tấn công ghê tởm" và tuyên bố hoàn toàn ủng hộ chính phủ. Chủ tịch Cuba Miguel Díaz-Canel đã lên án các cuộc bạo động, đồng thời bày tỏ sự ủng hộ và đoàn kết với Lula và chính phủ của ông. Tổng thống Mexico Andrés Manuel López Obrador cũng đưa ra một tuyên bố tương tự, ông mô tả các sự kiện tại Brasilia là "đáng trách và phản dân chủ" và mô tả những người biểu tình là "được thúc đẩy bởi các nhà tài phiệt". Tổng thống Venezuela Nicolás Maduro lên án bạo lực của "các nhóm tân phát xít của Bolsonaro" và bày tỏ sự ủng hộ đối với Lula. Alberto Fernández, tổng thống Argentina, mô tả vụ xâm chiếm là một "âm mưu đảo chính". Tương tự, Guillermo Lasso, Tổng thống Ecuador, đã lên án "những hành động phá hoại thiếu tôn trọng chống lại các thiết chế dân chủ ở Brasília", và bày tỏ sự ủng hộ đối với chính phủ của Lula da Silva. Những lời lên án khác đến từ Ngoại trưởng Mexico Marcelo Ebrard, ngoại trưởng Argentina và các bộ ngoại giao của Ecuador, Bolivia, và Uruguay.

#### Châu Á
Thủ tướng Ấn Độ Narendra Modi nói rằng ông "quan ngại sâu sắc về tin bạo loạn và phá hoại chống lại các thiết chế Nhà nước ở Brasília". Ông cho biết Ấn Độ sẵn sàng hỗ trợ đầy đủ chính phủ Brasil.

#### Châu Âu
Đại diện Cấp cao về Đối ngoại của Liên minh châu Âu Josep Borrell đã lên án vụ tấn công vào các thiết chế ở Brasil. Chủ tịch Hội đồng châu Âu Charles Michel bày tỏ sự ủng hộ đối với Tổng thống Lula và lên án "cuộc tấn công vào các thiết chế dân chủ của Brasil."
Các chính phủ bán đảo Iberia, có quan hệ lịch sử và ngôn ngữ chặt chẽ với Mỹ Latinh, đã ủng hộ Lula. Thủ tướng Pedro Sánchez của Tây Ban Nha lên án mạnh mẽ vụ tấn công và bày tỏ sự ủng hộ đối với Lula và các thiết chế được bầu cử dân chủ của Brasil, trong khi chính phủ Bồ Đào Nha lên án bạo lực và tuyên bố ủng hộ chính quyền Brasil trong việc khôi phục trật tự và ổn định.
Tổng thống Pháp Emmanuel Macron tuyên bố rằng Lula "có thể tin tưởng vào sự ủng hộ vững chắc của Pháp". Vụ tấn công cũng bị Ngoại trưởng Anh James Cleverly, phó thủ tướng kiêm bộ trưởng ngoại giao Ý Antonio Tajani, ngoại trưởng Áo Alexander Schallenberg và Bộ Ngoại giao Thổ Nhĩ Kỳ lên án. Giáo hoàng Francis cũng lên án nỗ lực nổi dậy và bày tỏ lo ngại về tình hình ở Brasil.

#### Châu Đại Dương
Chính phủ Úc đã ra tuyên bố lên án vụ tấn công vào Quốc hội, Tòa án Tối cao, và Dinh Tổng thống Brasil. Người phát ngôn của Bộ Ngoại giao và Thương mại (DFAT) mô tả vụ tấn công là "không thể chấp nhận được; các thiết chế và quy trình dân chủ phải được tôn trọng."

#### Các tổ chức quốc tế
Tổng thư ký Liên Hợp Quốc António Guterres đã lên án vụ tấn công, nói rằng: "Tôi lên án vụ tấn công hôm nay nhằm vào các thiết chế dân chủ của Brasil. Nguyện vọng của người dân Brasil và các thiết chế của đất nước phải được tôn trọng. Tôi hoàn toàn tự tin rằng nó sẽ được như vậy. Brasil là một quốc gia dân chủ vĩ đại". Progressive International cũng lên án vụ tấn công trên Twitter.

#### Khác
Những nhân vật và nhóm cánh tả, chẳng hạn như cựu Thủ tướng Hy Lạp Alexis Tsipras và cựu Lãnh đạo Đảng Lao động Anh Jeremy Corbyn, bày tỏ sự đồng lòng với Lula. Nhà hoạt động chính trị cánh hữu cực đoan người Mỹ và cựu Cố vấn Tổng thống trong chính quyền Trump Steve Bannon đã ca ngợi những người tham gia vụ tấn công là "những chiến sỹ đấu tranh cho tự do của Brasil". Bannon được đưa tin là đã gặp và tư vấn cho Bolsonaro sau khi ông thua trong cuộc bầu cử năm 2022.
Các công ty mạng xã hội Meta Platforms và YouTube đã xác nhận vào ngày 9 tháng 1 rằng họ sẽ xóa nội dung ủng hộ hoặc kêu gọi việc xâm chiếm các tòa nhà chính phủ liên bang Brasil. Ngoài ra, đại diện của Telegram xác nhận rằng nền tảng này đang làm việc với chính phủ Brasil và các nhóm kiểm chứng (fact-check) để ngăn chặn việc lan truyền nội dung kích động bạo lực liên quan đến các sự kiện ở Brasil.